# Żywicowanie

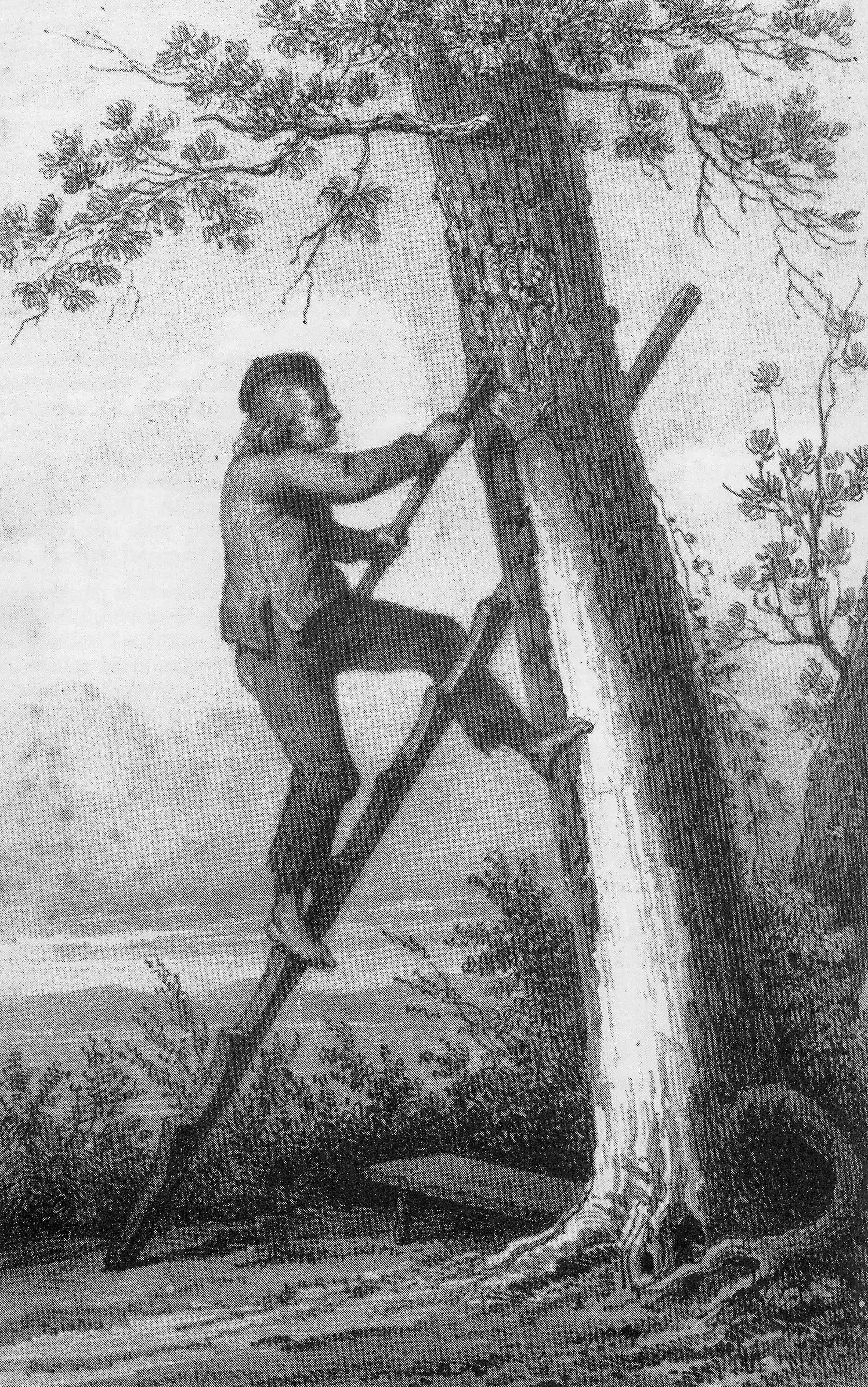
Żywicowanie metodą francuską

Żywicowanie – proces pozyskiwania żywicy z drzew, głównie sosny, polegający na nacinaniu kory i zbiorze wycieku do specjalnych pojemników.
Żywica wykorzystywana była od dawna, a nacinanie pni drzew było najprostszym sposobem jej pozyskania. Na terenach obecnej południowej Francji żywicowano drzewa już w IV-V wieku p.n.e. Robiono to tzw. metodą płatową, czyli usuwając płat kory. Żywiczarze wyposażeni byli w specjalne siekierki, które służyły im do ścinania kory.

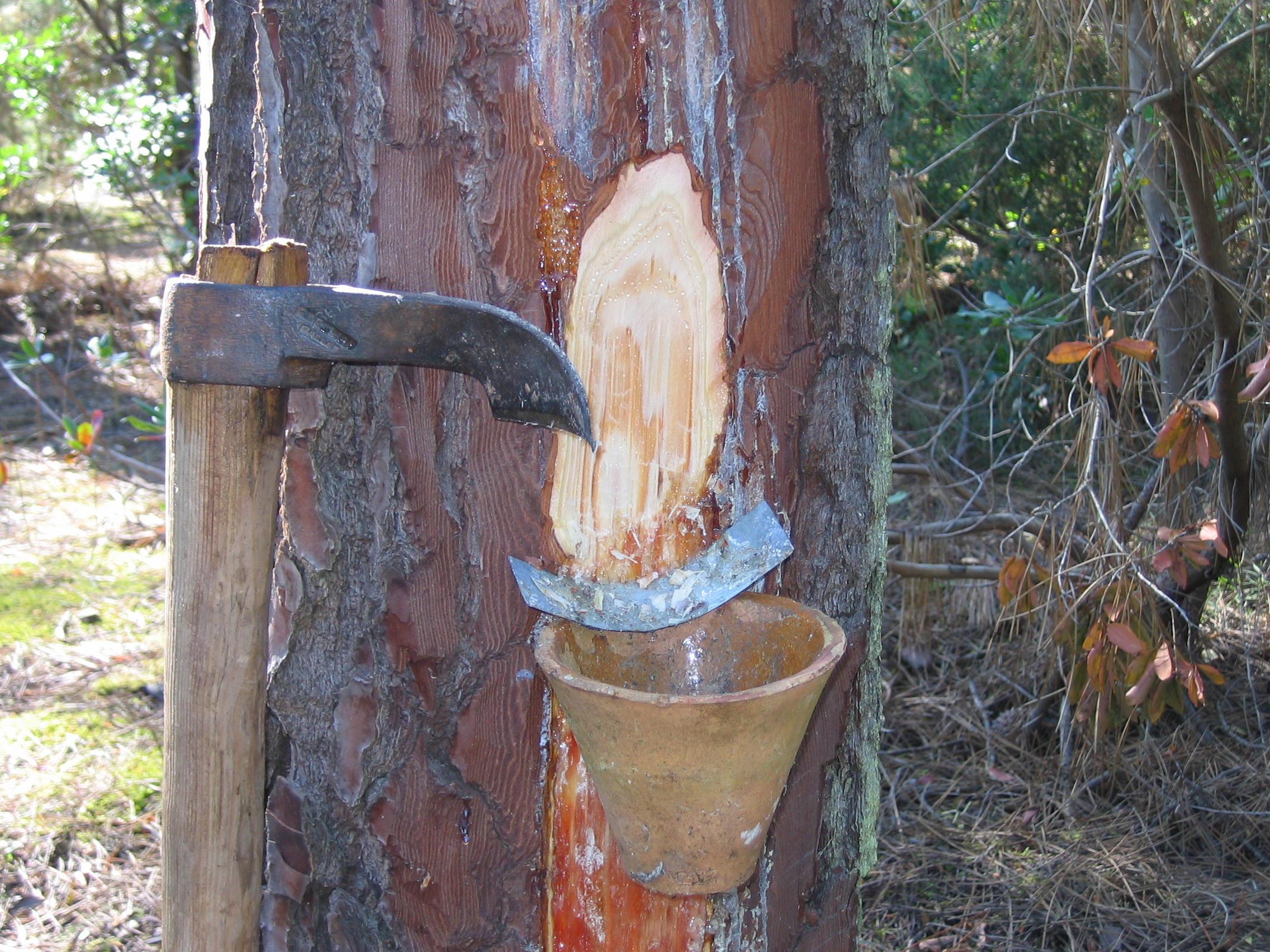
Żywicowanie metodą francuską, przy użyciu siekierki

Na ziemiach polskich na początku XIX w. pozyskiwano żywicę ze świerków, dopiero w XX w. zaczęto żywicować sosny, początkowo metodą francuską. W latach 30. XX w. żywicowanie sosen nabrało znaczenia gospodarczego. Opracowana została polska metoda żywicowania, oparta na metodzie żeberkowej.
Do żywicowania można przeznaczać tylko zdrowe drzewa, do 6 lat przed planowanym wycięciem. Wiek rębności sosen w Polsce to przeciętnie 100 lat. W zależności od rozmiarów pierśnicy, na pniu można wykonać od 1 do 3 spał żywiczarskich, w postaci ukośnych nacięć (żłobków). W przypadku sosen, z dolnej części pnia usuwano nadmiar kory, po czym nożem żłobikowym wykonywano ukośne nacięcia przecinające kanały żywiczne, z których żywica spływała do umocowanych niżej pojemników. Spały nie powinny łącznie przekraczać ¾ obwodu drzewa, aby pozostawiony pas nienaruszonej kory (tzw.
pas życiowy) pozwalał drzewu na utrzymanie prawidłowych procesów życiowych.

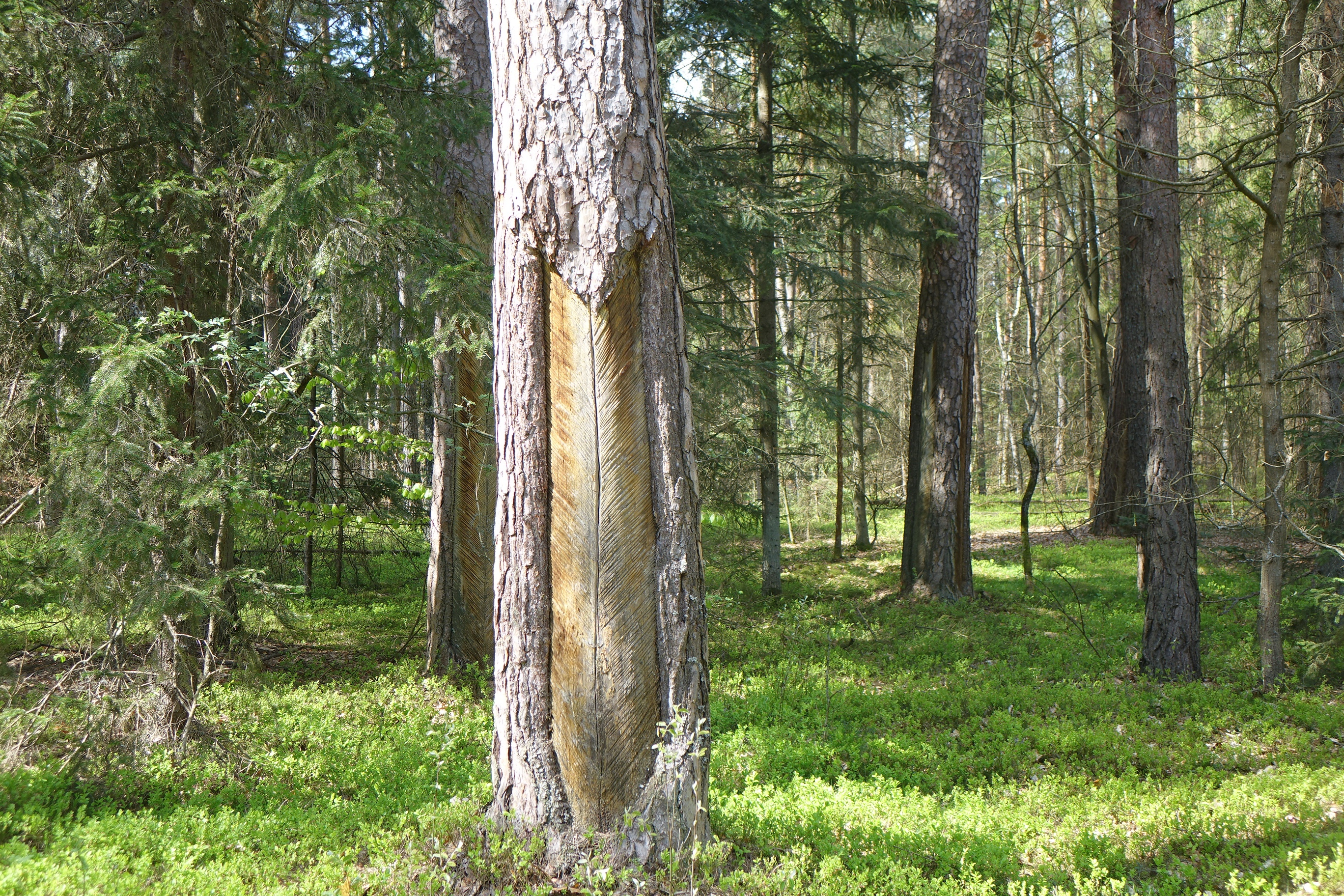
Pień sosny zwyczajnej żywicowany w obiegu 1-rocznym (metodą polską).

Prawidłowo przeprowadzane żywicowanie pozwala na wieloletnie pobieranie żywicy z tego samego drzewa, w tzw. obiegach, od 1- do 6-letniego. Nieumiejętnie wykonane nacięcia (np. zbyt głębokie, o zbyt dużej powierzchni) mogą uszkodzić tkanki rośliny i osłabić drzewo, a nawet doprowadzić do jego stopniowego obumierania, także ze względu na zwiększoną podatność na choroby i zmniejszoną odporność na uszkodzenia powodowane przez szkodniki.
Ponieważ twardniejąca na powietrzu żywica powoduje zasklepianie się nacięć, spały są odnawiane mniej więcej co tydzień, w zależności od przyjętego obiegu, a pojemnik z zebraną żywicą opróżniany raz w miesiącu. Spały przedłuża się stopniowo ku wierzchołkowi drzewa. Pozyskiwanie żywicy ma miejsce od początku maja do połowy października.
Gatunkiem najczęściej poddawanym w Polsce żywicowaniu była sosna zwyczajna. Istnieją też inne metody pozyskiwania żywicy, np. z drewna już ściętych drzew, jednak przeważnie jest ona gorszej jakości.
Po roku 1994 zaprzestano w Polsce żywicowania w celach gospodarczych. Na potrzeby rodzimego przemysłu żywicę zaczęto sprowadzać z Chin, Brazylii i Ukrainy, łącznie ok. 4–5 tys. ton rocznie.